# Line Jørgensen
Line Anna Ryborg Jørgensen Mysers (Hvidovre, 1989. december 31. –) világbajnoki bronzérmes dán válogatott kézilabdázó, jobbátlövő. Visszavonulását megelőzően a dán Team Esbjerg játékosa volt. 

## Pályafutása
Jørgensen Dániában legtöbbet, öt évet az FC Midtjylland Håndbold csapatában játszott, ezalatt háromszor nyerte meg a dán bajnokságot. Az EHF-kupát 2011-ben megnyerték, 2014-ben pedig bejutottak a Bajnokok ligája Final Four-ba, ahol a negyedik helyen végeztek. 2015 óta a román CSM București játékosa, ezzel a csapattal sikerült 2016-ban megnyernie a Bajnokok ligáját.
A dán válogatottal 2009 óta vesz részt világeseményeken. A 2011-es világbajnokságon a negyedik helyen végeztek, és beválasztották az All Star csapatba. Részt vett a 2012-es olimpián, ahol a dán válogatott nem jutott tovább csoportjából. A 2013-as világbajnokságon bronzérmes lett.

## Sikerei
- Dán bajnokság győztese: 2011, 2013, 2015
- Dán kupa győztes: 2012, 2014
- Dán szuperkupa győztes: 2013, 2014
- Román bajnokság győztese: 2016
- Bajnokok ligája győztese: 2016
- EHF-kupa győztes: 2011
- Világbajnokság bronzérmes: 2013